# Anatoliy Oleksandrovych Tymoshchuk
Anatoliy Oleksandrovych Tymoshchuk (tiếng Ukraina: Анатолій Олександрович Тимощук) (sinh ngày 30 tháng 3 năm 1979 tại Lutsk, Ukraina), là một cựu cầu thủ bóng đá người Ukraina. Năm 2008, Tymoshchuk vô địch UEFA Europa League và Siêu cúp bóng đá châu Âu với tư cách là đội trưởng của Zenit. Ngày 31 tháng 12 năm 2016,  chính thức giã từ sự nghiệp thi đấu quốc tế sau 22 năm thi đấu chuyên nghiệp.

## Sự nghiệp câu lạc bộ

### Volyn Lutsk
Anatoliy Tymoshchuk bắt đầu sự nghiệp cho đội bóng quê nhà Volyn Lutsk. Sau hai mùa giải thành công ở đây, anh bắt đầu thu hút sự chú ý của một số đội bóng lớn hơn.

### Shakhtar Donetsk
Vào năm 1997 ở tuổi 18, Tymoshchuk được Shakhtar ký hợp đồng. Ở Shakhtar, Tymoshchuk là thành viên chủ chốt của đội bóng vô địch 3 danh hiệu vô địch quốc gia Ukraina, 3 cúp quốc gia Ukraina, và một siêu cúp Ukraina. Quãng thời gian ở Shakhtar đã khiến anh trở thành một trong những tiền vệ số 1 châu Âu.
Vào năm 2006, sau khi đã trở thành đội trưởng của Shakhtar qua một vài năm, Tymoshchuk bắt đầu được một số đội bóng châu Âu để ý đến, bao gồm Juventus, Feyenoord Rotterdam, Celtic và Roma.

### Zenit
Vào ngày 27 tháng 2 năm 2007, Tymoshchuk chuyển tới FC Zenit St. Petersburg với giá khoảng 15 triệu euro. Anh nhanh chóng được chọn là đội trưởng mới của đội bóng.
Mùa giải đầu tiên ở đội bóng của anh kết thúc một cách thành công, với việc Zenit vô địch giải ngoại hạng Nga lần đầu tiên trong lịch sử đội bóng. Đây là danh hiệu đầu tiên đội bóng giành được từ sau chức vô địch Liên Xô vào năm 1984. Vào cuối mùa giải, Tymoshchuk được chọn vào danh sách 33 cầu thủ xuất sắc nhất giải ngoại hạng Nga, và được bầu là cầu thủ xuất sắc nhất mùa giải bởi tạp chí thể thao nổi tiếng Sport-Express.
Sau khi Zenit vô địch quốc gia, nhà du hành Yuri Malenchenko được biết là một cổ động viên của đội bóng, đã giăng chiếc áo của Zenit có tên Tymoshchuk ở trên quỹ đạo. Zenit trở thành đội bóng đầu tiên có trang phục được giăng lên ở trên quỹ đạo.
Ở mùa giải 2007-08, Tymoshchuk là đội trưởng của Zenit ở cúp UEFA, giải đấu mà họ đã vô địch sau khi đánh bại Rangers của Scotland 2-0 ở trận chung kết. Đội bóng sau đó vô địch Siêu cúp bóng đá châu Âu sau chiến thắng 2-1 trước Manchester United.

### Bayern
Vào tháng 2 năm 2009, Uli Hoeness, chủ tịch của Bayern Munich, cho biết Tymoshchuk đã đồng ý gia nhập đội bóng. Ngay sau đó, Zenit cho biết chưa có bất kì sự đồng thuận nào giữa hai đội bóng, nhưng vào ngày 18 tháng 2, Bayern cho biết Tymoshchuk sẽ gia nhập đội bóng vào tháng 7 năm 2009, để tạo điều kiện cho Tymoshchuk chơi cho Zenit tới mùa hè. Anh chơi trận cuối cùng cho Zenit vào ngày 14 tháng 6 năm 2009.
Tymoshchuk chính thức gia nhập Bayern vào ngày 1 tháng 7 năm 2009 theo bản hợp đồng có thời hạn đến 30 tháng 6 năm 2012. Mức phí không được tiết lộ nhưng theo giới truyền thông Đức là vào khoảng 14 triệu Euro.
Tymoshchuk chơi trận đầu tiên cho Bayern Munich ở Audi Cup 2009 gặp AC Milan, vào sân ở hiệp hai. Anh cũng ra sân trong trận chung kết gặp Manchester United trận đấu mà anh bị thay ra ở phút 77. Bayern thắng 7-6 trên loạt luân lưu. Anh ghi bàn đầu tiên cho Bayern trong trận gặp Juventus ở UEFA Champions League 2009-10. Vào ngày 8 tháng 5 năm 2010 Tymoshchuk vô địch danh hiệu đầu tiên cùng Bayern, chức vô địch Bundesliga 2009-10 và một tuần sau là chức vô địch DFB-Pokal.

## Thi đấu quốc tế
Kể từ khi ra mắt vào năm 2000, Tymoshchuk đã trở thành cầu thủ chủ chốt của đội tuyển bóng đá quốc gia Ukraina. Anh đã nhận được nhiều sự tán dương nhờ vào màn trình diễn ở World Cup 2006 giải đấu mà Ukraina vào tới tứ kết, anh được chọn là Cầu thủ xuất sắc nhất trận trong trận gặp đội tuyển bóng đá quốc gia Tunisia.
Tymoshchuk được một tả là một trong những chất xúc tác của Ukraina trong lần đầu họ dự World Cup. Sau kì Euro 2016 không thành công của đội tuyển Ukraina khi để thua cả ba trận vòng bảng, không ghi được bàn thắng nào và bị thủng lưới 5 bàn, Anatoliy Tymoshchuk tuyên bố chia tay đội tuyển quốc gia sau 16 năm gắn bó, tổng cộng anh đã 144 lần khoác áo đội tuyển quốc gia và ghi được 4 bàn thắng.

## Cuộc sống ngoài đời
Anatoliy Tymoshchuk cưới vợ là Nadiya Tymoshchuk. Họ gặp nhau trong vùng Lutsk khi họ cùng sống ở một khu vực.
Vào tháng 6 năm 2008 Tymoshchuk được phong danh hiệu "Công dân tiêu biểu của Lutsk".
Thần tượng của anh là Lothar Matthäus. Anh cũng là fan của ban nhạc Okean Elzy và họa sĩ người Nga Mikhail Vrubel. Anh có sở thích sưu tập rượu, áo phông và tượng.
Con số may mắn của Tymoshchuk là số bốn "Nó mang lại may mắn cho tôi".
Tymoshchuk và bố anh từ năm 2000 đã tổ chức nhiều giải đấu, giải Bóng đá quốc tế Anatoliy Tymoshchuk Junior Cup, cho trẻ em từ Ukraine và trẻ em trong các bang của thành phố Volhynia, Ukraina. Đội vô địch nhận được cúp và tiền thưởng. Mục đích của giải đấu là để động viên trẻ em tiếp tục tập luyện chơi bóng bằng cách tạo cho chúng cơ hội để tham dự vào những giải đấu thực sự.

## Bê bối
Vào năm 2022, Hiệp hội bóng đá Ukraina đã tước giấy phép huấn luyện và các danh hiệu của Tymoshchuk vì ông không lên tiếng phản đối cuộc xâm lược Ukraine đang diễn ra của Nga và tiếp tục làm trợ lý huấn luyện viên tại Zenit Saint Petersburg. Vào ngày 6 tháng 1 năm 2023, ông chính thức bị Ukraine trừng phạt cùng với những người nổi tiếng Nga và thân Nga khác, tài sản của ông bị đóng băng và các giải thưởng nhà nước bị thu hồi.
Ruslan Malinovskyi, tiền vệ đồng hương của Tymoschuk, lúc đó chơi cho câu lạc bộ Atalanta ( sau này chuyển sang Marseille theo dạng cho mượn ), đã chỉ trích đích danh ông và cho rằng cựu cầu thủ này không còn là một huyền thoại sau khi im lặng trong cuộc chiến đang diễn ra với Nga. Thậm chí, cầu thủ này còn đặt câu hỏi cho Tysmochuk về sự im lặng của đàn anh: “Tôi không biết về Tymoshchuk, bạn cần hỏi anh ấy. Khó bình luận nhưng thật kỳ lạ là tại sao anh ấy không lên tiếng. Tôi nghĩ điều đó không đúng”
Chưa dừng lại ở đó, cựu cầu thủ Yevgeny Levchenko cũng chỉ trích người đồng hương của mình, giống như Malinovskyi: “Tolya, sao lại thế? Bạn đến từ Ukraine. Làm thế nào bạn có thể giữ im lặng và tiếp tục làm việc ở đó?
Chúng ta đã chơi với nhau vì cùng một đội, mặc chiếc áo đấu này với niềm tự hào, hát quốc ca, chiến thắng và thua cuộc. Bây giờ bạn chỉ im lặng? Tolya, bạn sẽ sống như thế nào với điều này?”.

## Thống kê sự nghiệp

### Câu lạc bộ
Tính đến ngày 19 tháng 11 năm 2016.
| Câu lạc bộ             | Mùa giải            | Giải đấu      | Giải đấu     | Cúp quốc gia  | Cúp quốc gia | Châu Âu       | Châu Âu      | Siêu cúp      | Siêu cúp     | Tổng cộng     | Tổng cộng    |
| Câu lạc bộ             | Mùa giải            | Số lần ra sân | Số bàn thắng | Số lần ra sân | Số bàn thắng | Số lần ra sân | Số bàn thắng | Số lần ra sân | Số bàn thắng | Số lần ra sân | Số bàn thắng |
| ---------------------- | ------------------- | ------------- | ------------ | ------------- | ------------ | ------------- | ------------ | ------------- | ------------ | ------------- | ------------ |
| Volyn Lutsk            | 1995–96             | 10            | 1            | 1             | 0            | —             | —            | —             | —            | 11            | 1            |
| Volyn Lutsk            | 1996–97             | 38            | 6            | 2             | 0            | —             | —            | —             | —            | 40            | 6            |
| Volyn Lutsk            | 1997–98             | 14            | 1            | 2             | 0            | —             | —            | —             | —            | 16            | 1            |
| Tổng cộng              | Tổng cộng           | 62            | 8            | 5             | 0            | —             | —            | —             | —            | 67            | 8            |
| Shakhtar Donetsk       | 1997–98             | 9             | 3            | —             | —            | —             | —            | —             | —            | 9             | 3            |
| Shakhtar Donetsk       | 1998–99             | 18            | 2            | 3             | 0            | 2             | 0            | —             | —            | 23            | 2            |
| Shakhtar Donetsk       | 1999–00             | 23            | 0            | 3             | 0            | 2             | 0            | —             | —            | 28            | 0            |
| Shakhtar Donetsk       | 2000–01             | 25            | 4            | 5             | 1            | 11            | 0            | —             | —            | 41            | 5            |
| Shakhtar Donetsk       | 2001–02             | 26            | 3            | 7             | 1            | 6             | 1            | —             | —            | 39            | 5            |
| Shakhtar Donetsk       | 2002–03             | 30            | 4            | 6             | 1            | 4             | 0            | —             | —            | 40            | 5            |
| Shakhtar Donetsk       | 2003–04             | 29            | 6            | 6             | 1            | 6             | 0            | —             | —            | 41            | 7            |
| Shakhtar Donetsk       | 2004–05             | 25            | 4            | 5             | 0            | 10            | 0            | 1             | 0            | 41            | 4            |
| Shakhtar Donetsk       | 2005–06             | 27            | 5            | 2             | 1            | 8             | 0            | 1             | 0            | 38            | 6            |
| Shakhtar Donetsk       | 2006–07             | 15            | 1            | 2             | 1            | 8             | 0            | 1             | 0            | 26            | 2            |
| Tổng cộng              | Tổng cộng           | 227           | 32           | 39            | 6            | 57            | 1            | 3             | 0            | 326           | 39           |
| Zenit Saint Petersburg | 2007                | 29            | 4            | 5             | 5            | 8             | 1            | —             | —            | 42            | 10           |
| Zenit Saint Petersburg | 2008                | 27            | 6            | 0             | 0            | 16            | 0            | 1             | 0            | 44            | 6            |
| Zenit Saint Petersburg | 2009                | 11            | 0            | 0             | 0            | 3             | 2            | —             | —            | 14            | 2            |
| Tổng cộng              | Tổng cộng           | 67            | 10           | 5             | 5            | 27            | 3            | 1             | 0            | 100           | 18           |
| Bayern Munich          | 2009–10             | 21            | 0            | 4             | 0            | 7             | 1            | —             | —            | 32            | 1            |
| Bayern Munich          | 2010–11             | 26            | 3            | 4             | 0            | 6             | 1            | 1             | 0            | 37            | 4            |
| Bayern Munich          | 2011–12             | 23            | 0            | 4             | 0            | 12            | 0            | —             | —            | 39            | 0            |
| Bayern Munich          | 2012–13             | 16            | 1            | 3             | 0            | 4             | 0            | 1             | 0            | 24            | 1            |
| Tổng cộng              | Tổng cộng           | 86            | 4            | 15            | 0            | 29            | 2            | 2             | 0            | 132           | 6            |
| Zenit Saint Petersburg | 2013–14             | 21            | 0            | 1             | 0            | 5             | 0            | 1             | 0            | 28            | 0            |
| Zenit Saint Petersburg | 2014–15             | 11            | 0            | 1             | 0            | 9             | 0            | —             | —            | 21            | 0            |
| Zenit Saint Petersburg | Tổng cộng           | 32            | 0            | 2             | 0            | 14            | 0            | 1             | 0            | 49            | 0            |
| Kairat                 | 2015                | 10            | 0            | 1             | 0            | 6             | 0            | 0             | 0            | 17            | 0            |
| Kairat                 | 2016                | 24            | 1            | 4             | 0            | 4             | 0            | 1             | 0            | 33            | 1            |
| Kairat                 | Tổng cộng           | 34            | 1            | 5             | 0            | 10            | 0            | 1             | 0            | 50            | 1            |
| Tổng cộng sự nghiệp    | Tổng cộng sự nghiệp | 508           | 55           | 71            | 11           | 137           | 6            | 8             | 0            | 724           | 72           |

### Bàn thắng cho đội tuyển quốc gia
| 1.                                | 17 tháng 4 năm 2002 | Sân vận động Lobanovsky Dynamo, Kiev, Ukraina | Gruzia     | 2–1 | Thắng | Giao hữu |
| 2.                                | 8 tháng 10 năm 2010 | Sân vận động Lobanovsky Dynamo, Kiev, Ukraina | Canada     | 2–2 | Hòa   | Giao hữu |
| 3.                                | 1 tháng 6 năm 2011  | Sân vận động Lobanovsky Dynamo, Kiev, Ukraina | Uzbekistan | 2–0 | Thắng | Giao hữu |
| 4.                                | 6 tháng 6 năm 2011  | Donbass Arena, Donetsk, Ukraina               | Pháp       | 1–4 | Thua  | Giao hữu |
| Tính đến ngày 7 tháng 10 năm 2015 |                     |                                               |            |     |       |          |

## Danh hiệu

### Câu lạc bộ

#### Shakhtar Donetsk
- Giải bóng đá vô địch quốc gia Ukraine:  2001–02, 2004–05, 2005–06
- Cúp bóng đá quốc gia Ukraine: 2000–01, 2001–02, 2003–04
- Siêu cúp bóng đá Ukraine: 2005

#### Zenit St. Petersburg
- Russian Premier League: 2006–07
- Siêu cúp bóng đá Nga: 2008
- UEFA Europa League: 2007–08
- Siêu cúp bóng đá châu Âu: 2008

#### Bayern Munich
- Bundesliga: 2009–10, 2012–13
- DFB-Pokal: 2009–10, 2012–13
- UEFA Champions League: 2012–13

### Cá nhân
- Cầu thủ bóng đá Ukraina xuất sắc nhất năm: 2002, 2006, 2008
- Hiệp sĩ Ukraina: 2006
- Cầu thủ xuất sắc nhất năm ở Nga theo bầu chọn của Eurosport: 2007
- Công dân tiêu biểu của Lutsk: 2008[20]